# Oceania Cup 2008
El Oceania Cup de 2008 fue la 2ª edición del torneo.
Fue organizado por la FORU, hoy Oceania Rugby.

## Equipos participantes
- Selección de rugby de Islas Cook
- Selección de rugby de Niue
- Selección de rugby de Nueva Caledonia
- Selección de rugby de Vanuatu

## Desarrollo

### Semifinales
| 16 de agosto | Nueva Caledonia | 32 - 20 | Vanuatu |  |  |
|              |                 | Reporte |         |  |  |

| 16 de agosto | Islas Cook | 7 - 18  | Niue |  |  |
|              |            | Reporte |      |  |  |

### Final
| 30 de agosto | Nueva Caledonia | 5 - 27  | Niue | Stade Rivière Salée, Numea, Nueva Caledonia |  |
|              |                 | Reporte |      |                                             |  |

| Bandera de Niue |
| Campeón Niue    |
| Primer título   |